# Богиня зі зміями

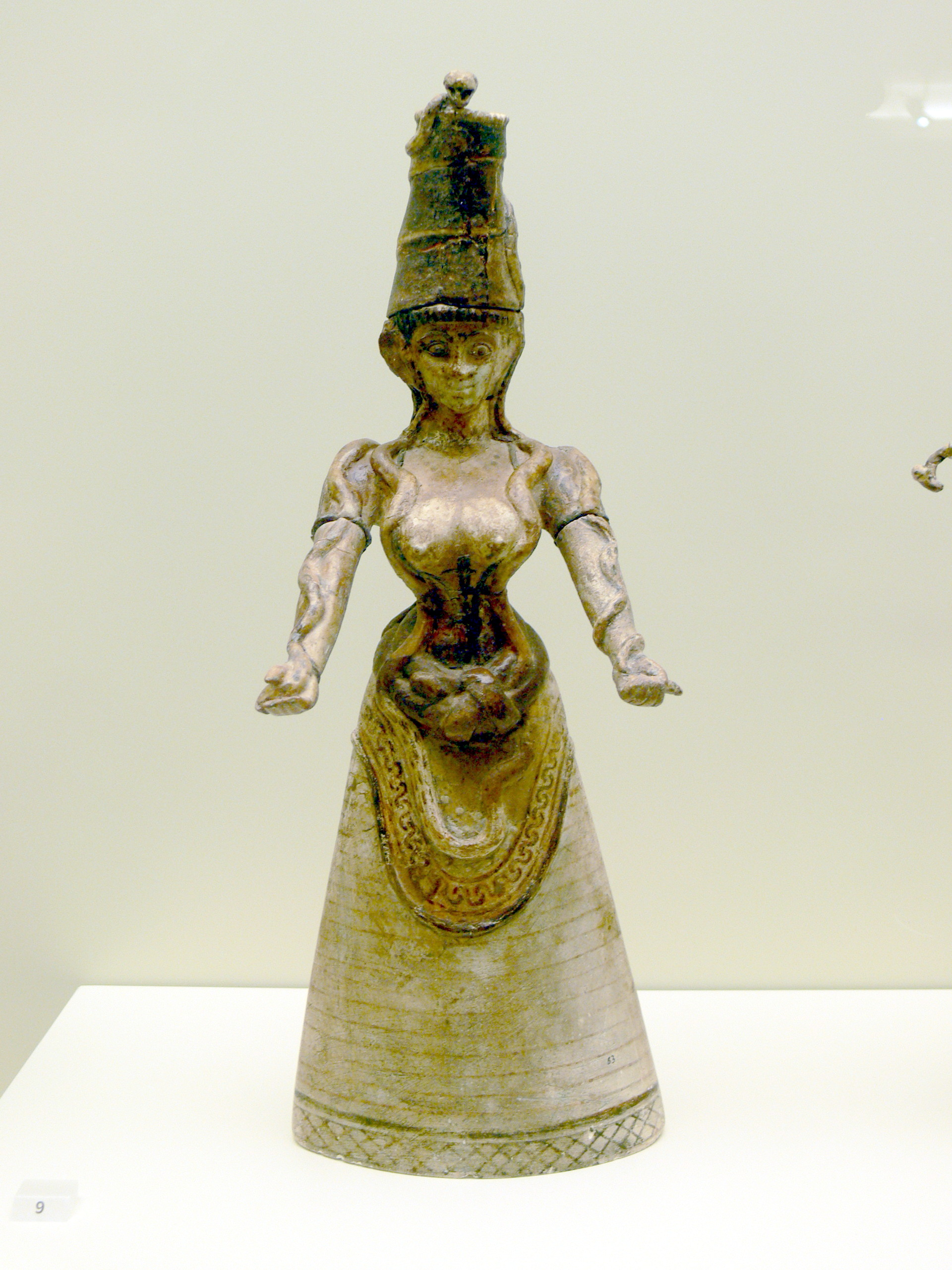
Велика Богиня зі зміями, Археологічний музей Іракліону

Богиня зі зміями — вотивні жіночі статуетки із плазунами у руках, що датуються приблизно 1600 до н. е. Знахідки відносяться до крито-мінойської цивілізації і знайдені у ранніх шарах Нового Палацу в Кноссі. Всього відомо два предмети: так звані, велика та мала Богині зі зміями.

## Опис

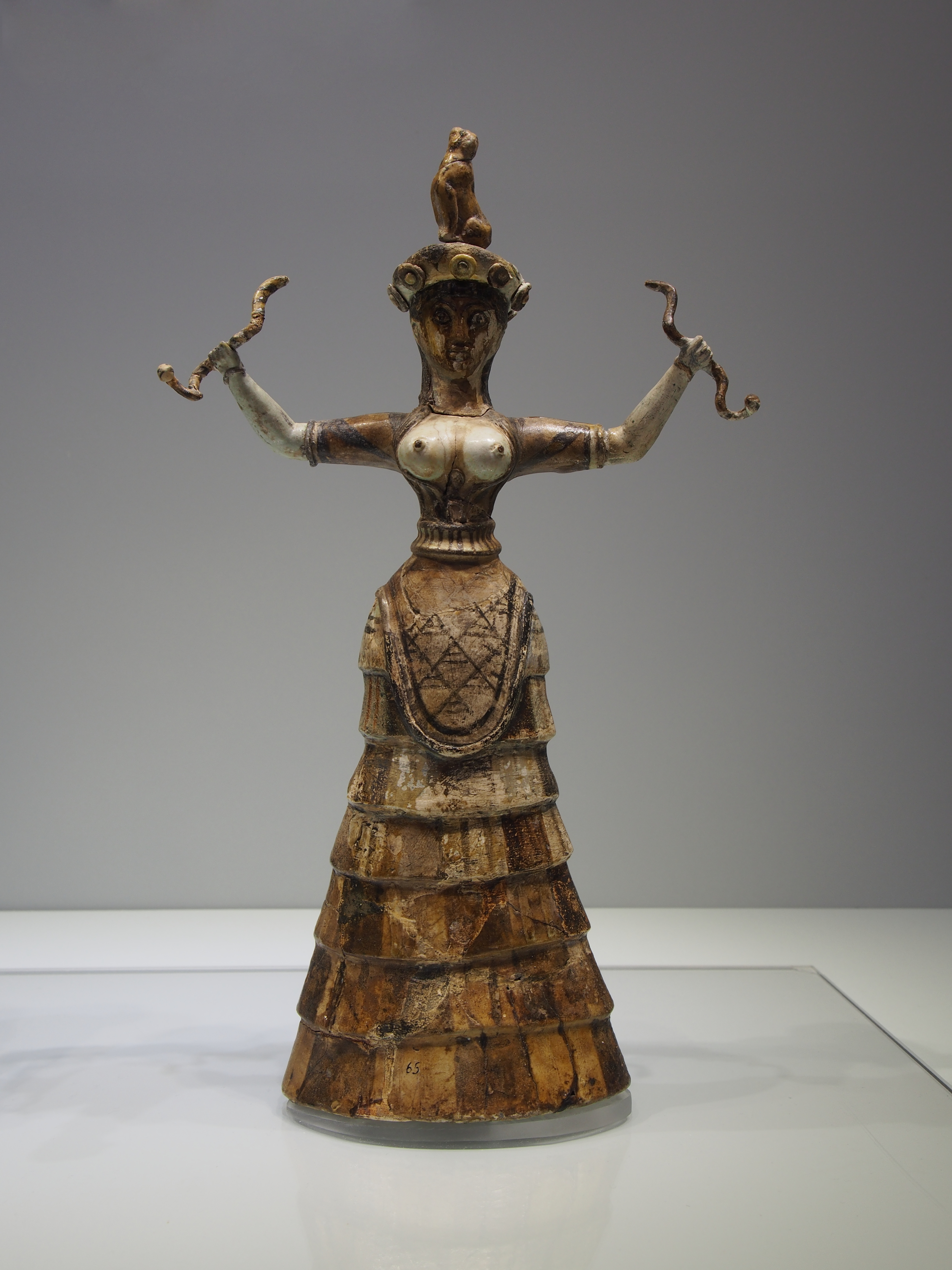
Мала Богиня зі зміями, Археологічний музей Іракліону

Фреска з Кноського палацу зображує жінку в аналогічному костюмі. Початкова кольорова гама статуеток, ймовірно, була схожою

Статуетки зображують жінок у пишних шатах, із широкою спідницею і оголеними грудьми, що тримають в руках змій. Менша з цих фігурок має висоту 29,5 см, вона тримає змій у піднятих руках. Її головний убір увінчаний зображенням якоїсь тварини з родини котячих. Вона була розбита (головний убір та ліва рука були знайдені як окремі фрагменти) і реставрована Евансом. Власне голова та шия є реконструкцією на основі другої статуетки. Належність головного убору саме цій статуетці також була вирішена Евансом одноосібно.
Друга фігурка висотою 34,2 см — у високому головному уборі, одна змія обплітає її руки і спину, інша змія вузлом опоясує її талію і груди, третя сидить на головному уборі. Ця фігурка теж дійшла не в ідеальному стані: англійський археолог реконструював її на підставі збереженого торсу, правої руки, голови і шапки, і користуючись порівнянням із перших статуеткою.
Одяг жінок відповідає придворним дамам зображень на фресках Кносського палацу. Предметами спеціальних культових шат є тільки короткі верхні спіднички-фартухи і головні убори.

## Історія знахідки
Обидві статуетки були знайдені сером Артуром Евансом під час його розкопок на Криті 1903 року. Вони виготовлені із фаянсу і вкриті скляною глазур'ю, пофарбовані яскравими пігментами у червонувато-коричневі і жовтувато-зелені кольори, пізніше піддалися випалу, набувши скляного блиску. Сьогодні статуетки експонуються в Археологічному музеї Іракліону.
Богині зі зміями були знайдені у приміщенні поряд із палацовим святилищем, у спеціально облаштованих схованках (кам'яних ящиках) разом з іншими предметами цілком релігійного характеру: вотивні зображеннями жіночого одягу, черепашок, літаючих риб, мармурового хреста. Існує ще один критська статуетка, виготовлена зі слонової кістки, яка також, імовірно, була зміїною богинею (Бостонський музей).

## Ідентифікація
Невідомо, зображенням якого саме божества були ці статуетки. Змії в руках є знаком зв'язку із мінойським царюючим домом, тому припускають, що це може бути зображення домашнього бога. Тим не менше, справжня функція цього ідола залишається невстановленою. Підкреслено великі груди жінки дають підставу припустити, що вона може бути божеством родючості, верховною Богинею-Матір'ю. Припускають, що на Криті того періоду, як і в Старій Європі в цілому, міг панувати матріархат.
Змії також часто пов'язувалися з ідеєю продовження життя, оскільки вони скидають шкіру і оновлюються, тому вони асоціюються з чоловічою репродуктивною здатністю. Якщо це зображення божества, то вони єдині у критському мистецтві цього періоду. Можливо, що це вотивні зображення невідомої богині, а наприклад, членів царської родини, що виконували жрецькі функції.

## Інші зміїні богині
- Апі — змієнога богиня — праматір скіфів[1]
- Рененутет — давньоєгипетська богині родючості.
- Афіна Паллада
- Медуза Горгона
- Гігіея
- Нагі